# فرنسيس بيكر
فرنسيس بيكر (بالإنجليزية: Francis Baker)‏ (5 ديسمبر 1847 في المملكة المتحدة - 15 أبريل 1901) هو لاعب كريكت بريطاني (وحمل سابقاً جنسية المملكة المتحدة لبريطانيا العظمى وأيرلندا).

## وصلات خارجية
- فرنسيس بيكر على موقع إي آس بي آن كريك إنفو (الإنجليزية)